# Ľudmila Cervanová
Ľudmila Cervanová (* 15. října 1979, Piešťany, Československo) je bývalá slovenská profesionální tenistka, která zahájila svou kariéru na okruhu WTA v roce 1997.

## Profesionální kariéra
V roce 1997 vystudovala střední školu a nastoupila na okruh WTA. Jejím oblíbeným povrchem je antuka a silným úderem bekhend. Trénoval ji Čech Jan Kukal. Dosud vyhrála 7 turnajů ve dvouhře a 7 ve čtyřhře v rámci ITF, žádný pak na WTA. Nejblíže zisku titulu na WTA byla ve finále turnaje v Acapulcu (únor 2005), kde prohrála s Italkou Flavií Pennettaovou 3–6 7–5 6–3. V dalším finále v Casablance 2004 podlehla Émilii Loitové 6–2 6–2. Do semifinále se probojovala na turnajích v Bratislavě 2001, kde nestačila na Ritu Grandeovou 6–3 6–2 a v Bogotě 2006, kde vypadla s Lourdes Domínguezovou Linovou 6–1 6–3.

## Finálové účasti na turnajích WTA (2)

### Dvouhra - finalistka (2)
| Legenda                |
| Kategorie Tier III (1) |
| Kategorie Tier V (1)   |

| Č. | Datum          | Turnaj             | Povrch | Vítězka            | Výsledek      |
| 1. | 11. duben 2004 | Casablanca, Maroko | antuka | Émilie Loitová     | 6-2, 6-2      |
| 2. | 27. únor 2005  | Acapulco, Mexiko   | antuka | Flavia Pennettaová | 3-6, 7-5, 6-3 |

## Vítězství na okruhu ITF (14)

### Dvouhra (7)
| Č. | Datum              | Turnaj    | Dotace   | Povrch | Soupeřka ve finále    | Výsledek      |
| 1. | 21. září, 1997     | Biograd   | 10 000 $ | antuka | Katarina Srebotniková | 6-4, 6-2      |
| 2. | 30. listopad, 1997 | Campinas  | 10 000 $ | antuka | Ingrid Kurtová        | 6-0, 6-0      |
| 3. | 9. květen, 1998    | Prešov    | 10 000 $ | antuka | Stanislava Hrozenská  | 6-2, 6-0      |
| 4. | 17. květen, 1998   | Nitra     | 10 000 $ | antuka | Rita Kuti-Kisová      | 5-7, 6-4, 7-6 |
| 5. | 7. červen, 1998    | Bytom     | 25 000 $ | antuka | Sophie Georgesová     | 6-3, 6-0      |
| 6. | 5. červenec, 1998  | Vaihingen | 25 000 $ | antuka | Sandra Klöselová      | 6-2, 7-5      |
| 7. | 15. říjen, 2000    | Poitiers  | 75 000 $ | tvrdý  | Iva Majoliová         | 4-6, 6-3, 6-2 |

### Čtyřhra (7)
| Č. | Datum            | Turnaj        | Dotace   | Povrch | Partnerka            | Soupeřky ve finále                                  | Výsledek        |
| 1. | 23. červen, 1996 | Staré Splavy  | 10 000 $ | antuka | Michaela Hasanová    | Nikola Hübnerová Michaela Paštiková                 | 6-7, 7-6, 7-5   |
| 2. | 15. září, 1996   | Zadar         | 10 000 $ | antuka | Zuzana Valeková      | Blanka Kumbárová Petra Plačková                     | 4-6, 6-2, 7-5   |
| 3. | 29. červen, 1997 | Plzeň         | 10 000 $ | antuka | Zuzana Valeková      | Petra Kučová Eva Krejčová                           | 5-7, 6-1, 6-4   |
| 4. | 19. září, 1999   | Otočec        | 25 000 $ | antuka | Andrea Šebová        | Melanie Schnellová Syna Schreiberová                | 6-3, 6-4        |
| 5. | 4. srpen, 2002   | Saint Gaudens | 50 000 $ | antuka | Stanislava Hrozenská | Sarah Stoneová Samantha Stosurová                   | 7-6(5), 6-4     |
| 6. | 23. březen, 2003 | Castellón     | 25 000 $ | antuka | Stanislava Hrozenská | R. M. Andrésová Rodríguezová M. Ramonová-Climentová | 4-6, 6-3, 6-0   |
| 7. | 9. srpen, 2008   | Vídeň         | 10 000 $ | antuka | Katarína Maráčková   | Laura-Ioana Andreiová Nikola Hofmanová              | 0-6, 6-3, 13-11 |

## Pohár Federace (Fed Cup)
Do Fed Cupu nastoupila ve třech zápasech s bilancí 1-4 ve dvouhře a 2-0 ve čtyřhře, naposledy v Rakousku 2004.

## Výsledky na grandslamových turnajích - dvouhra
| Turnaj          | 2005 | 2004 | 2003 | 2002 | 2001 | 2000 | 1999 | Tituly |
| --------------- | ---- | ---- | ---- | ---- | ---- | ---- | ---- | ------ |
| Australian Open | 1k   | 2k   | 2k   | 1k   | -    | 1k   | -    | 0      |
| French Open     | 2k   | 1k   | 2k   | 3k   | 1k   | -    | 1k   | 0      |
| Wimbledon       | 1k   | 3k   | 1k   | 1k   | 2k   | -    | 1k   | 0      |
| US Open         | -    | 1k   | 2k   | 1k   | 1k   | 1k   | 1k   | 0      |

## Pozice na žebříčku WTA - dvouhra (konec roku)
| Rok    | 1996 | 1997   | 1998   | 1999   | 2000   | 2001  | 2002   | 2003  | 2004   | 2005   | 2006   |
| Pořadí | 517. | ▲ 329. | ▲ 127. | ▲ 102. | ▼ 121. | ▲ 91. | ▼ 107. | ▲ 64. | ▼ 100. | ▼ 115. | ▼ 319. |